# Lepthyphantes abditus
Lepthyphantes abditus là một loài nhện trong họ Linyphiidae. Chúng được Andrei V. Tanasevitch miêu tả năm 1986.